# Pelusios marani
Pelusios marani är en sköldpaddsart som beskrevs av  Roger Bour 2000. Pelusios marani ingår i släktet Pelusios och familjen pelomedusasköldpaddor.
Inga underarter finns listade i Catalogue of Life.
Sköldpaddan förekommer i Gabon och Kongo-Brazzaville.